# Manoirs des 46 et 46 bis de la rue Louvel-et-Brière à Touques
Les manoirs des 46 et 46 bis de la rue Louvel-et-Brière sont deux édifices jumelés situés à Touques, dans le département français du Calvados. Ils sont inscrits au titre des monuments historiques.

## Localisation
Les monuments sont situés aux 46 et 46 bis de la rue Louvel-et-Brière, à 80 mètres au nord de l'église Saint-Pierre et à 180 mètres au sud de l'église Saint-Thomas de Touques.

## Architecture
Les façades et les toitures du manoir du 46 bis sont inscrites au titre des monuments historiques depuis le 28 juin 1967, celles du manoir du 46 depuis le 13 février 1975,.